# هیزلریگ

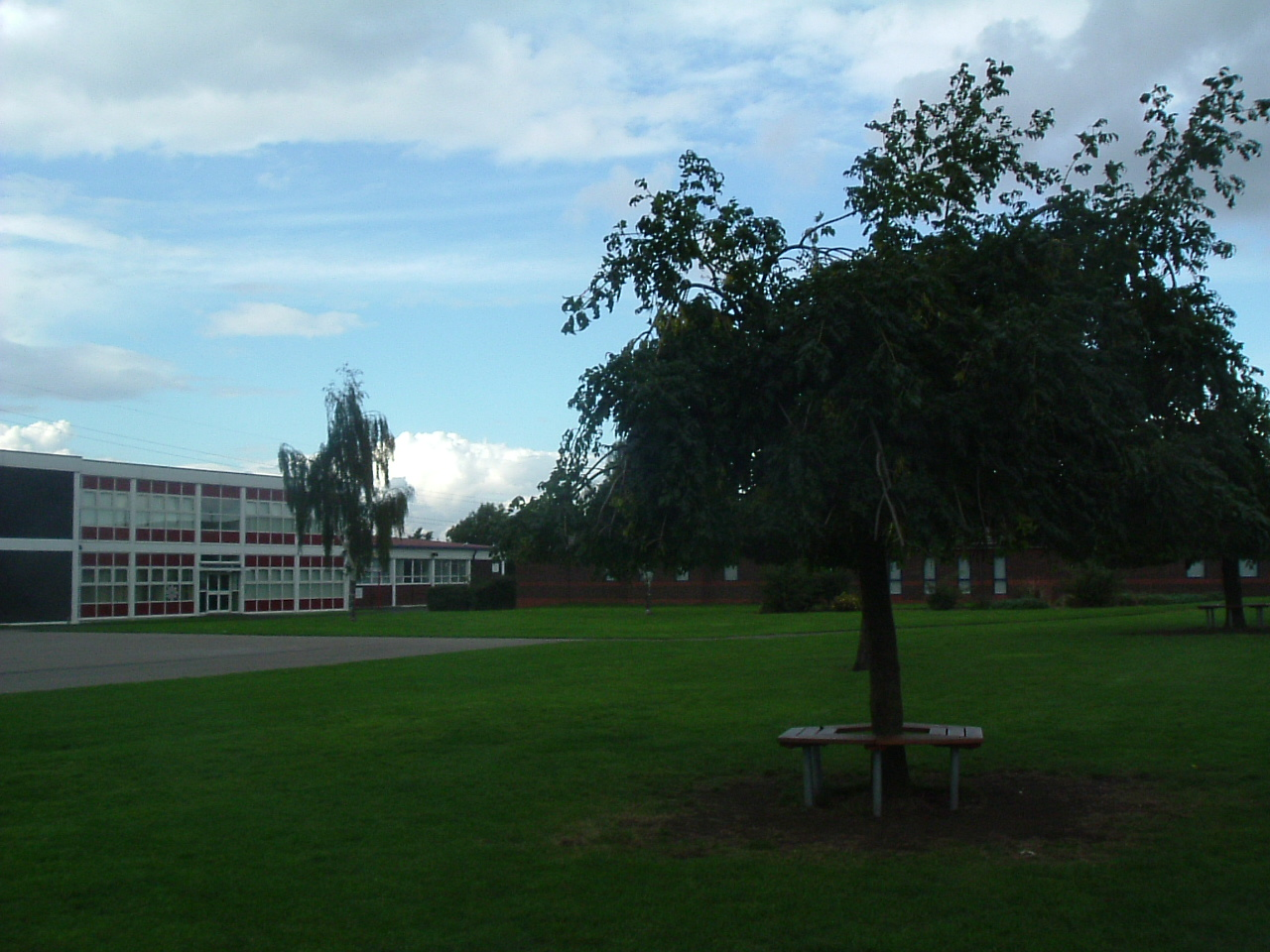
هیزلریگ

هیزلریگ (به انگلیسی: Hazlerigg) یک روستا و محله مدنی در بریتانیا است که در Newcastle upon Tyne واقع شده‌است. هیزلریگ ۹۸۰ نفر جمعیت دارد.